# Айсберг А-68

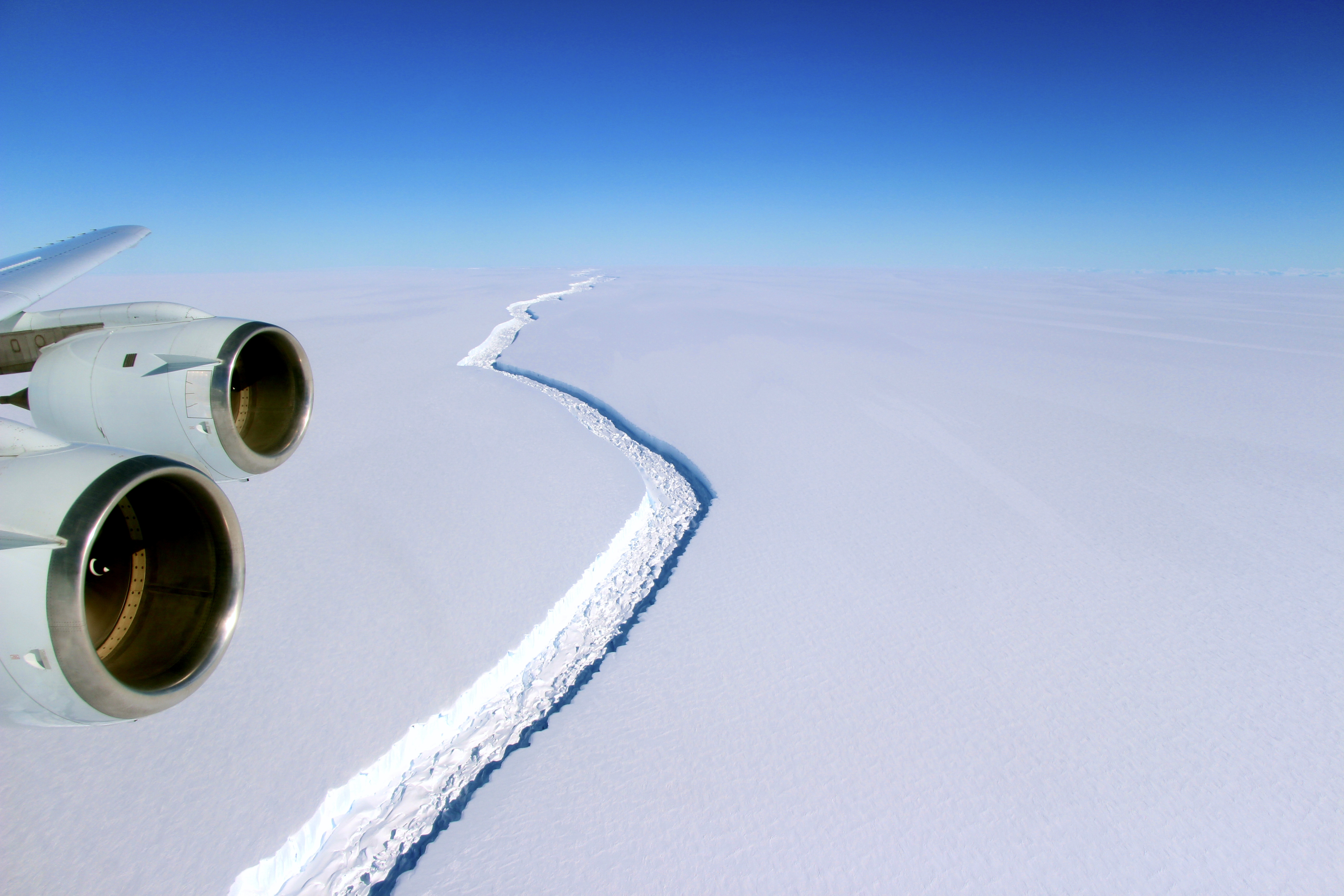
Тріщина на шельфовому льодовику Ларсена секція С, листопад 2016 року

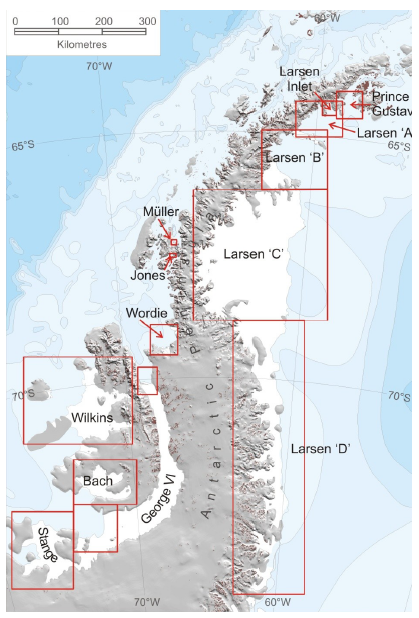
Чотири секції від А до D Шельфового льодовика Ларсена

Айсберг А-68 — айсберг, що відколовся від Шельфового льодовика Ларсена у липні 2017. Мав площу, на липень 2017, 5800 км², що вдвічі більша за Люксембург, розмір 175х50 км та вагу в один трильйон тонн. Це один з найбільших зареєстрованих айсбергів, найбільший з яких — B-15, що мав 11 000 км² до руйнації. Відколювання А-68 зменшило загальну площу шельфового льодовика Ларсен C на 12 %.
Дослідники очікували, що айсберг рушить курсом на північний схід, до острівної групи Південної Джорджії; ця острівна група розташована приблизно за 1400 кілометрів на схід від узбережжя Аргентини.
Найменування «А-68» було призначено Національним льодовим центром США.

## Утворення
У 2014 році дослідники помітили тріщину на великій льодовій поверхні, яка протягом багатьох років збільшувалася. Врешті-решт, 20-кілометровий міст, що тримав поверхню разом,  теж зруйнувався. З січня 2017 року очікувалося, що айсберг має відколотися. У період з 10 по 12 липня 2017 року айсберг нарешті відокремився від льодовикового шельфу Ларсена С.
На початку серпня 2017 р. айсберг все ще знаходився у тій же бухті. Тиск морського льоду все ще тримав айсберг на місці. Тільки відстань до шельфового льодовику трохи змінилася на південній стороні, сягаючи 5 км. Очікувалося, що за півроку, влітку у південній півкулі, відбудеться подальший дрейф.

## Рух та руйнація
Супутникові спостереження за декілька днів після відокремлення вже вказували на руйнацію айсберга.
Протягом 2018 року A-68 продовжував дрейфувати на північ,. Наприкінці 2018 або на початку 2019 року від А-68 відламався великий уламок (майже 14x8 км), що отримав назву A-68B. З того часу більша частина айсберга має назву A-68A.
6 лютого 2020 року A-68A почав рух у відкриті води. Шматок площею близько 175 км², що відокремився від айсберга 23 квітня 2020 року, отримав назву A-68C.
4 листопада 2020 року повідомлялося, що A-68A досягнув острова Південна Джорджія.
У квітні 2021 року айсберг розтанув до таких розмірів, що спеціалісти Національного льодового центру США вирішили, що його більше не варто відстежувати. 